# Williamstown (Vermont)
Williamstown – miasto w Stanach Zjednoczonych, w stanie Vermont, w hrabstwie Orange.